# Renks flygplats
Renk är en flygplats i Sydsudan. Den ligger i den nordöstra delen av landet, 800 kilometer norr om huvudstaden Juba. Renk ligger 388 meter över havet.
Terrängen runt Renk är mycket platt. Närmaste större samhälle är Renk, 17,4 kilometer söder om Renk.
Trakten runt Renk består i huvudsak av gräsmarker. Runt Renk är det mycket glesbefolkat, med 7 invånare per kvadratkilometer.